# ユートピア (小惑星)
ユートピア(1282 Utopia)は、小惑星帯の外側領域にある小惑星である。直径は約55kmである。1933年8月17日に南アフリカ共和国の天文学者シリル・ジャクソンがヨハネスブルクのユニオン天文台で発見し、1933 QM1という仮名を与えた。架空の島であるユートピアに因んで名付けられた。

## 軌道と分類
ユートピアは、小惑星族に属さない小惑星である。小惑星帯の外側の太陽から2.7-3.5天文単位の軌道を5年6カ月（2,010日）かけて公転している。軌道離心率は0.12、黄道に対する軌道傾斜角は18°である。
1930年2月にシメイズ天文台で観測されて1930 CAとされた。観測弧は、公式な発見から3週間後の1933年9月ヨハネスブルクから始まっている。

## 物理的性質
ユートピアは、広視野赤外線探査機による観測で暗く原始的なP型小惑星とされている。また、炭素質のC型小惑星と推定もされる。

### 自転周期と極
2000年11月、コロラド州コロラドスプリングスのPalmer Divide Observatoryで、ブライアン・ワーナーが行った測光観測により、ユートピアの光学曲線が得られた。これにより、13.61時間周期で光度が0.28等級変化していることが示され、13.60時間、0.29等級という以前の数値が修正された(U=3/3)。2005年9月、フランスのアマチュア天文学者ローレン・ベルナスコーニ、レイモンド・ポンシー、ピエール・アントニーニは、自転周期13.623時間、振幅0.36等級の光学曲線を得た(U=3)。
2011年、Uppsala Asteroid Photometric Catalogue(UAPC)やその他の情報源からのデータを用いてモデル化した光学曲線により、13.6228時間という値が得られた。

### 直径とアルベド
IRAS、あかり、NEOWAISE等で実施されたサーベイによると、ユートピアの直径は、53.07-64.71km、表面アルベドは0.035-0.627と測定された。
Collaborative Asteroid Lightcurve Link(CALL)では、絶対等級10.3に基づき、アルベドを0.0479、直径を52.91kmとしている。

## 名前
この小惑星は、特に法律、政府、社会情勢において、市民に極めて理想的でほぼ完全な質を提供する仮想の場所であるユートピアに因んで命名された。この言葉は、イギリスの政治家で作家のトマス・モア著書『ユートピア (本)|ユートピア』のために作ったギリシャ語からの造語で、この中では、南アメリカ沖の南大西洋に浮かぶ架空の島社会が描かれた。公式な命名の引用は、ポール・ハーゲットが1955年に著したThe Names of the Minor Planetsによる。